# Гвианский франк
Гвианский франк (фр. Franc) — денежные знаки в французских франках, выпускавшиеся в 1818—1961 годах для французского владения Гвиана. Официально не назывались «гвианским франком», однако обращались, как правило, только на её территории.

## История
В XVII—XVIII веках в обращении использовался французский колониальный ливр и испанские серебряные монеты с надчеканками. С 1780 года периодически чеканились биллонные монеты Колонии Кайена в су. В 1795 году выпущены первые бумажные деньги колонии — обязательства казначейства в 40 ливров.
В 1818 году выпущены первые монеты с названием колонии «Французская Гвиана».
2 февраля 1820 года вместо колониального ливра законным платёжным средством объявлен французский франк.
11 июля 1851 году учреждён частный Банк Гвианы, получивший право выпуска банкнот. Выпуск банкнот был начат в 1888 году.
28 августа 1944 года право эмиссии было передано Центральной кассе Заморской Франции, выпустившей в том же году банкноты Центральной кассы Свободной Франции и Центральной кассы Заморской Франции. Такие же банкноты выпускались для всех заморских колоний, находившихся под контролем правительства Свободной Франции, в Гвиане они выпускались с надпечатками «GUYANE» или «GUYANE FRANÇAISE».
Декретом французского правительства от 26 декабря 1945 года в качестве денежной единицы французских владений в Западной и Экваториальной Африке введён франк КФА, а для тихоокеанских владений Франции — франк КФП. На Гвиану этот декрет не распространялся, законным платёжным средством по-прежнему являлся французский франк, однако выпуск денежных знаков во франках специально для Гвианы продолжался. В 1947 году начат выпуск банкнот нового образца с надпечаткой единого образца — «GUYANE».
В 1958 году Центральная касса Заморской Франции была переименована в Центральную кассу экономического сотрудничества, а 7 января 1959 года был создан Эмиссионный институт заморских департаментов Франции, которому было передано право эмиссии.
В 1961 году начат выпуск банкнот для Гваделупы, Мартиники и Гвианы, на которых вместо трёх разных надпечаток наносилась одна — «guadeloupe guyane martinique». Ранее выпущенные банкноты продолжали использоваться в обращении.
Произведённая с 1 января 1960 года деноминация французского франка была распространена на заморские департаменты только с 1 января 1963 года. В 1963 году на банкноты (как с надпечаткой «Гвиана», так и с надпечаткой «Гваделупа Гвиана Мартиника») наносилась надпечатка нового номинала (в «новых франках»), а также начат выпуск банкнот Эмиссионного института заморских департаментов в новых франках (с 1964 года — во франках) с новым видом надпечатки — «DEPARTEMENT DE LA GUADELOUPE DEPARTEMENT DE LA GUYANE DEPARTEMENT DE LA MARTINIQUE».
В 1975 году выпуск франка заморских департаментов прекращён, банкноты Эмиссионного института постепенно заменялись банкнотами Банка Франции. С 2002 года в обращении — евро.

## Монеты и банкноты
В 1818 и 1846 годах чеканились биллонные монеты Французской Гвианы в 10 сантимов.
Выпускались бумажные денежные знаки:
- банкноты Банка Гвианы: 1, 2, 5, 25, 100, 500, 1000 франков;
- банкноты Центральной кассы Свободной Франции с надпечатками: 100, 1000 франков;
- банкноты Центральной кассы Заморской Франции с надпечатками: 5, 10, 20, 50, 100, 500, 1000, 5000 франков;
- банкноты Центральной кассы заморской Франции с надпечатками «Гвиана» и номинала в «новых франках»: 1 (на 100), 5 (на 500), 10 (на 1000), 50 новых франков (на 5000 франках)[6].